# الخزنة (البتراء)
الخزنة مبنى أثري محفور بالصخر يعود تاريخه إلى حضارة الأنباط في الأردن. يقع في المحمية الأثرية بمدينة البتراء في جنوب البلاد. تُعتبر الخزنة أشهر معالم المدينة وأكثرها أهمية، حيث اختار الأنباط موقعها بعناية كأول معلم يواجه الزائر بعد دخول المدينة. وقد سُميت بهذا الاسم لاعتقاد البدو المحليين سابقاً بأن الجرة الموجودة في أعلى الواجهة تحوي كنزاً، ولكنها في الواقع ضريح ملكي.

## التاريخ

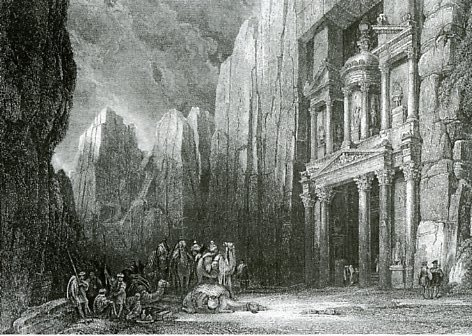
الخزنة عام 1836.

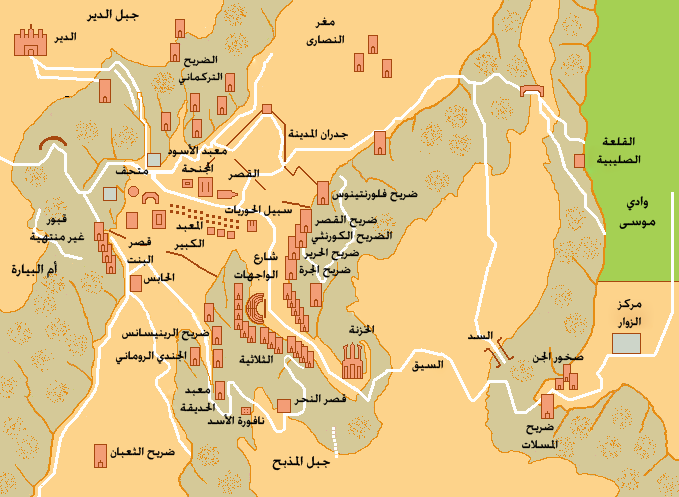
خريطة مدينة البتراء الأثرية، حيث تقع الخزنة.

هناك عدة آراء حول هدف إنشاء هذا المبنى، فيرى بعض علماء الآثار أنه بُني كمعبد أو مكان لحفظ الوثائق، ولكن الحفريات الأثرية الحديثة في البتراء أثبتت وجود مدافن أسفل ساحة الخزنة، والتي يمكن مشاهدتها الآن من الأعلى من خلال الشبك الحديدي الموجود فوقها. كما أن هذه المدافن قُطعت لبناء الخزنة مع المحافظة عليها. وبذلك تكون الخزنة مدفنا. ويثبت مع القرن الأول الميلادي زمن الملك الحارث الرابع ملك الأنباط. وعلى الأغلب تشكل مدفناً لهذا الملك.
ولقد تم تسمية المبنى نسبة لأساطير السكان البدو لاعتقادهم أن الجرة التي تقع في الأعلى تحوي على كنز، حيث يمكن رؤية الأضرار البالغة في واجهة المبنى بسب إطلاق العيارات النارية على الجرة. ولكنها في الحقيقة كانت عبارة عن تمثال حجري. ولقد اختفت الكثير من تفاصيل المبنى خلال ألفين عام حبث تعرضت لعوامل التعرية.

## التصميم

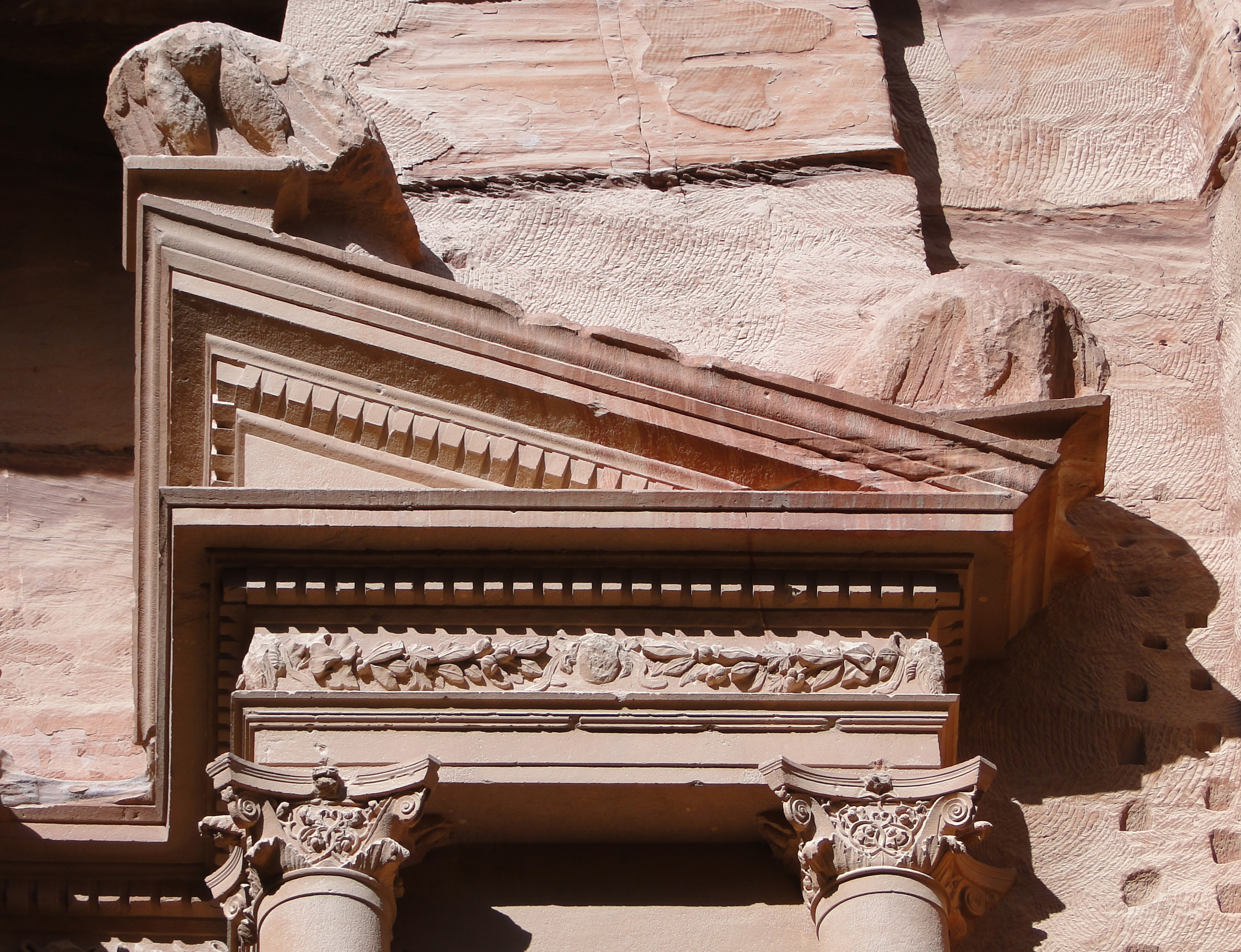
التفاصيل المعمارية في الواجهة

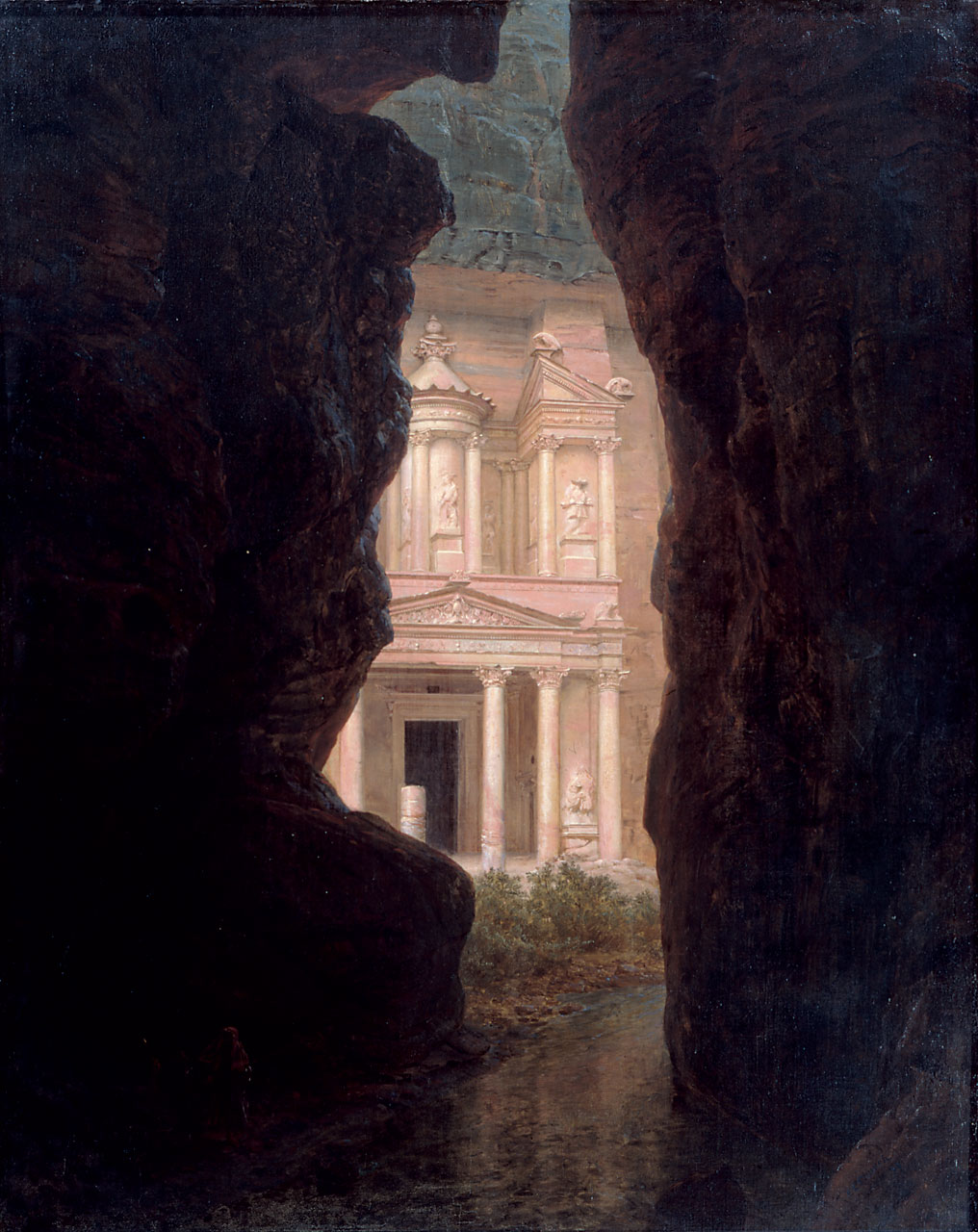
الخزنة لوحة للرسام الأمريكي فردريك ادوين چرچ 1874

تتكون واجهة الخزنة من طابقين بعرض 25 متر وارتفاع 39 متر. وقد تم إفراغ مئات الآف الأمتار المكعبة من الحجر الرملي من الخزنة عندما اُعيد اكتشافها في القرن التاسع عشر، لتظهر الواجهة بوضعها النهائي الحالي.
يتكون الطابق السفلي من ستة أعمدة على طول الواجهة الأمامية تقف فوق مصطبة في وسطها درج، وتتوج الأعمدة من الأعلى بثلاثة أرباع عمود، يبلغ طول العمود في الطابق السفلي حوالي 12 متر، وفي الطابق العلوي 9 أمتار، كما يبلغ ارتفاع الجرة في الأعلى حوالي 3,5 متر.
ويظهر التناظر الكبير في الواجهة، بالإضافة إلى المزيج بين الفنون المعمارية المصرية والهلنستية مع الطابع المعماري النبطي.
وتتكون الخزنة من الداخل من ثلاث حجرات، اثنتان على الجانب وواحدة في الوسط. الحجرتان الجانبيتان خاليتان عدا عن قبر حفر في الحجرة الغربية، أما الحجرة الوسطى فيصعد إليها بدرج ويبلغ طولها 12,5 متر، وعلى جوانبها الثلاث توجد حجرات صغيرة للدفن. يوجد على جانبي الخزنة من الخارج ثقوب صغيرة على الجانبين بشكل مزدوج في النصف الأعلى من الخزنة ربما تكون استخدمت لتثبيت السقالات أثناء عملية النحت.
ويوجد في أعلى الخزنة قناة بعرض 90 سم لتصريف المياه ومنعها للنزول على هذه الواجهة. وقد قامت الحفريات الحديثة بتنظيف هذه القناة.

## جاليري

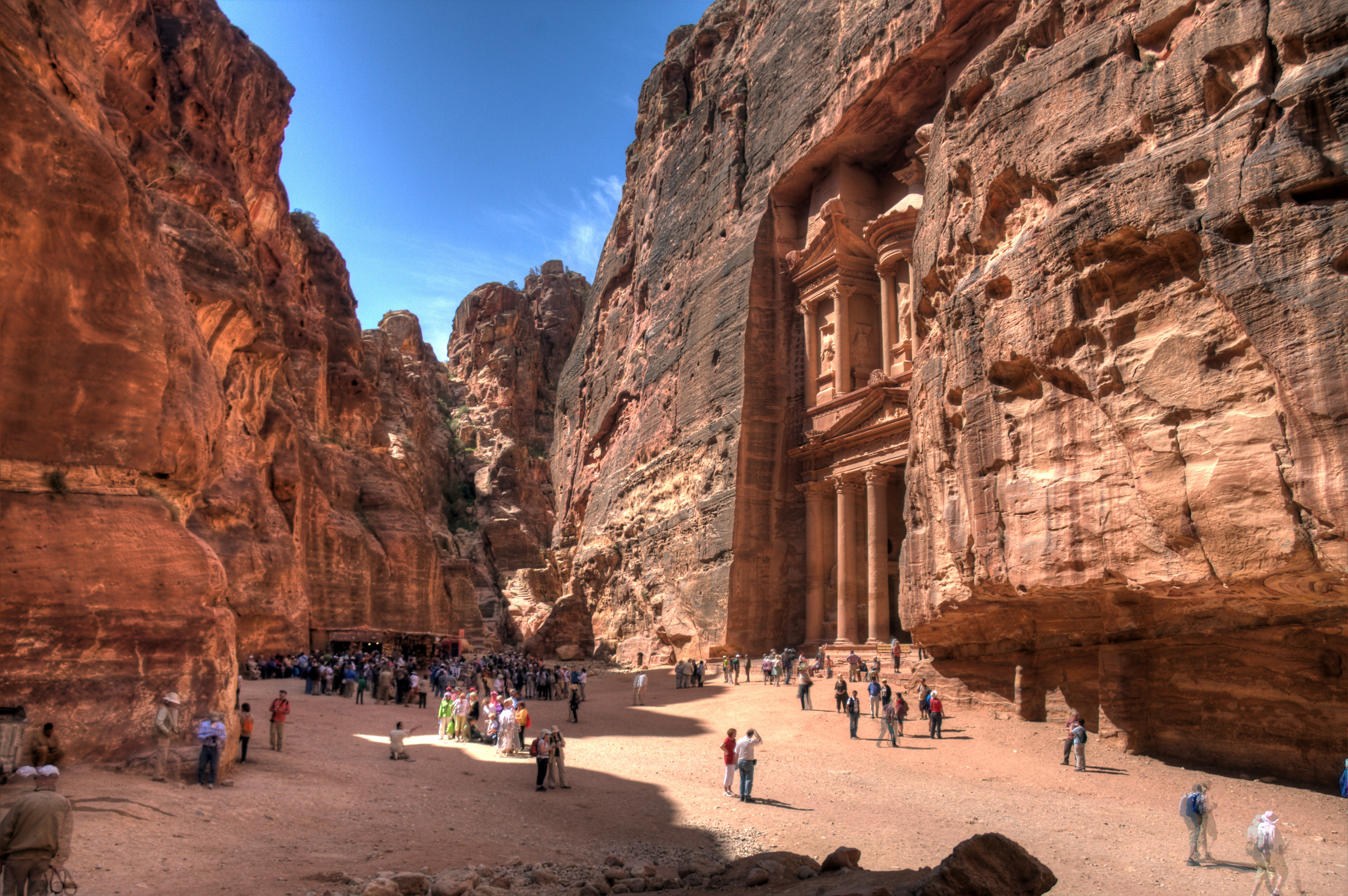
ساحة أمام الخزنة
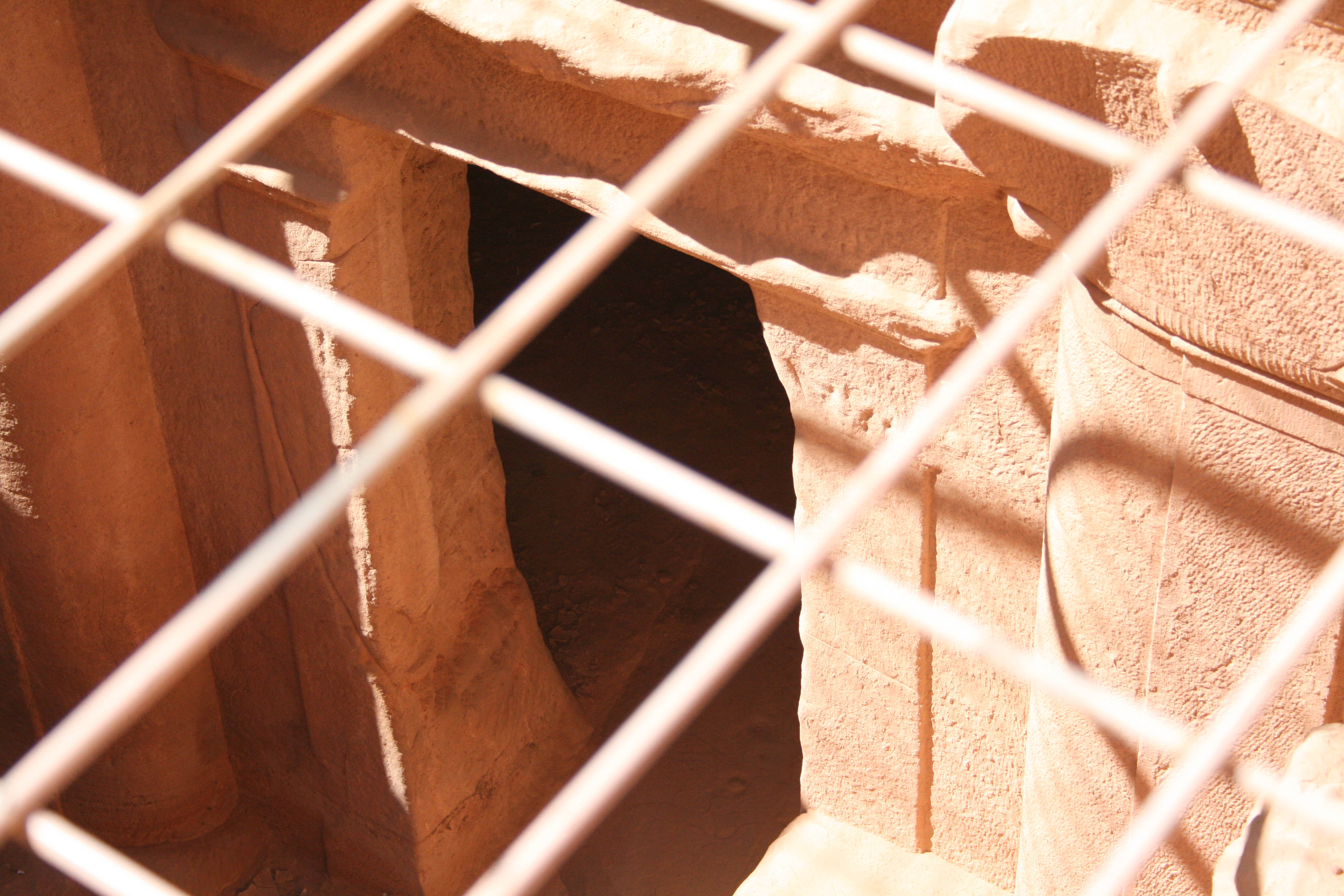
الضريح أسفل الخزنة
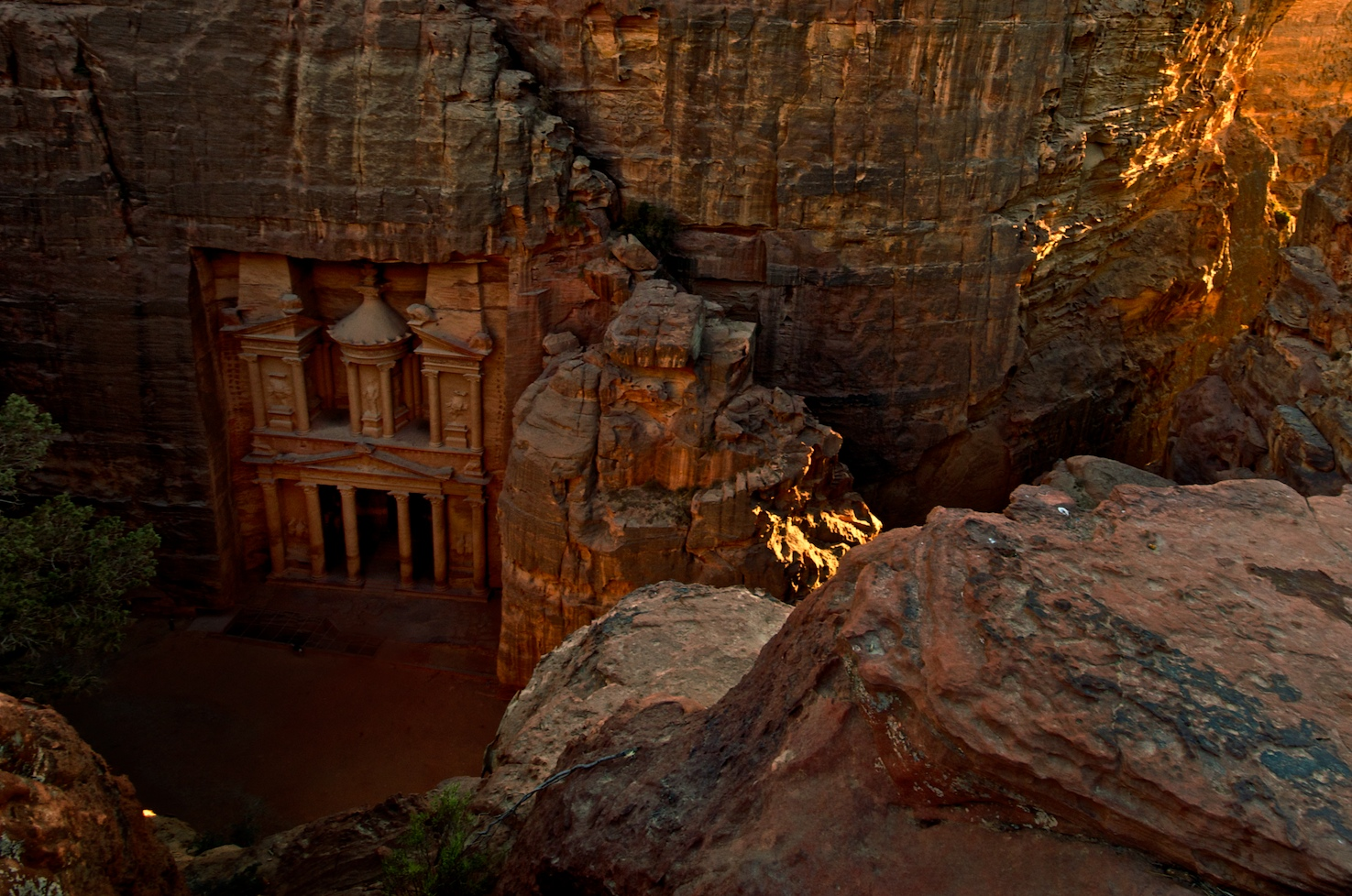
الخزنة بين الجبال من أعلى
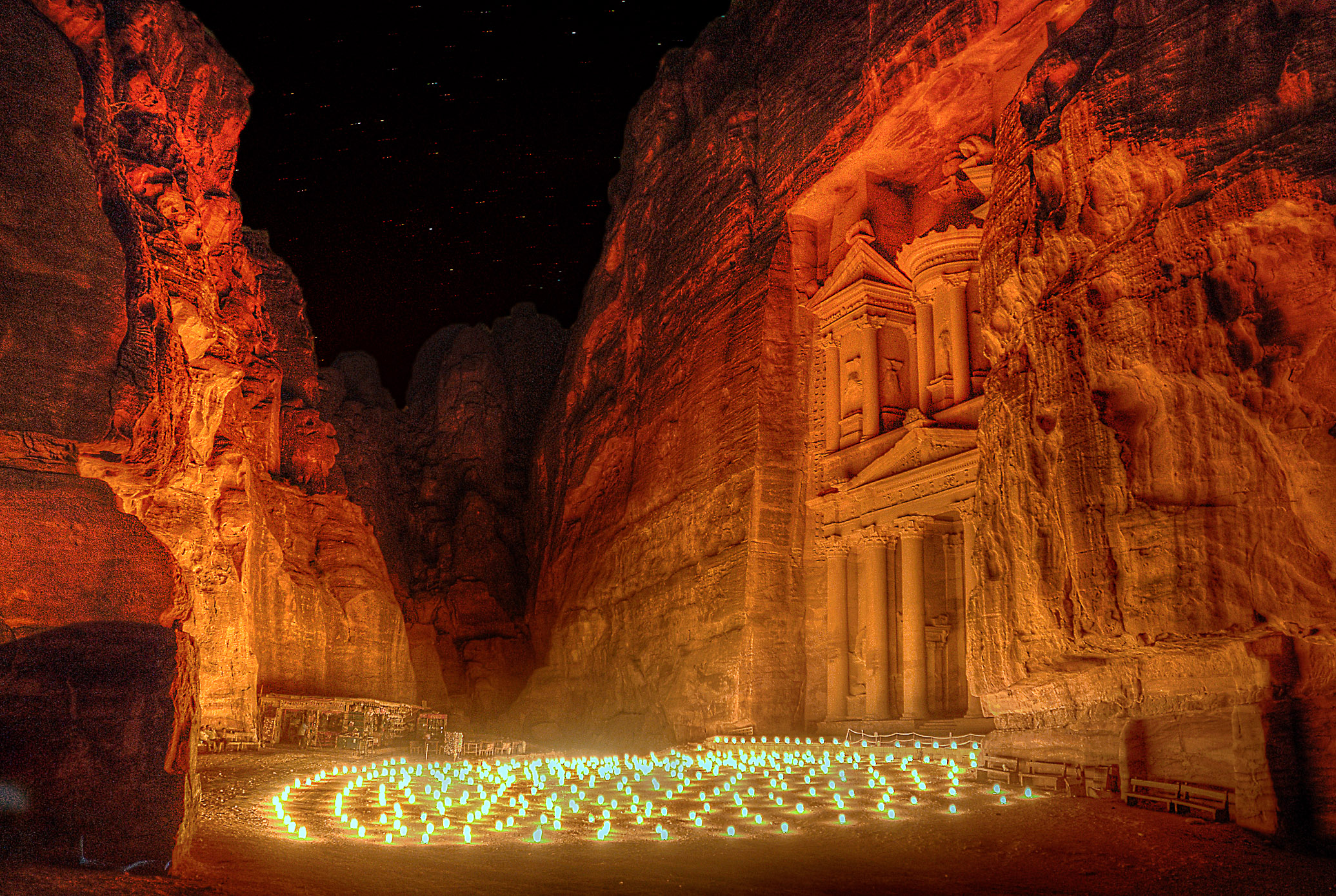
الخزنة ليلا
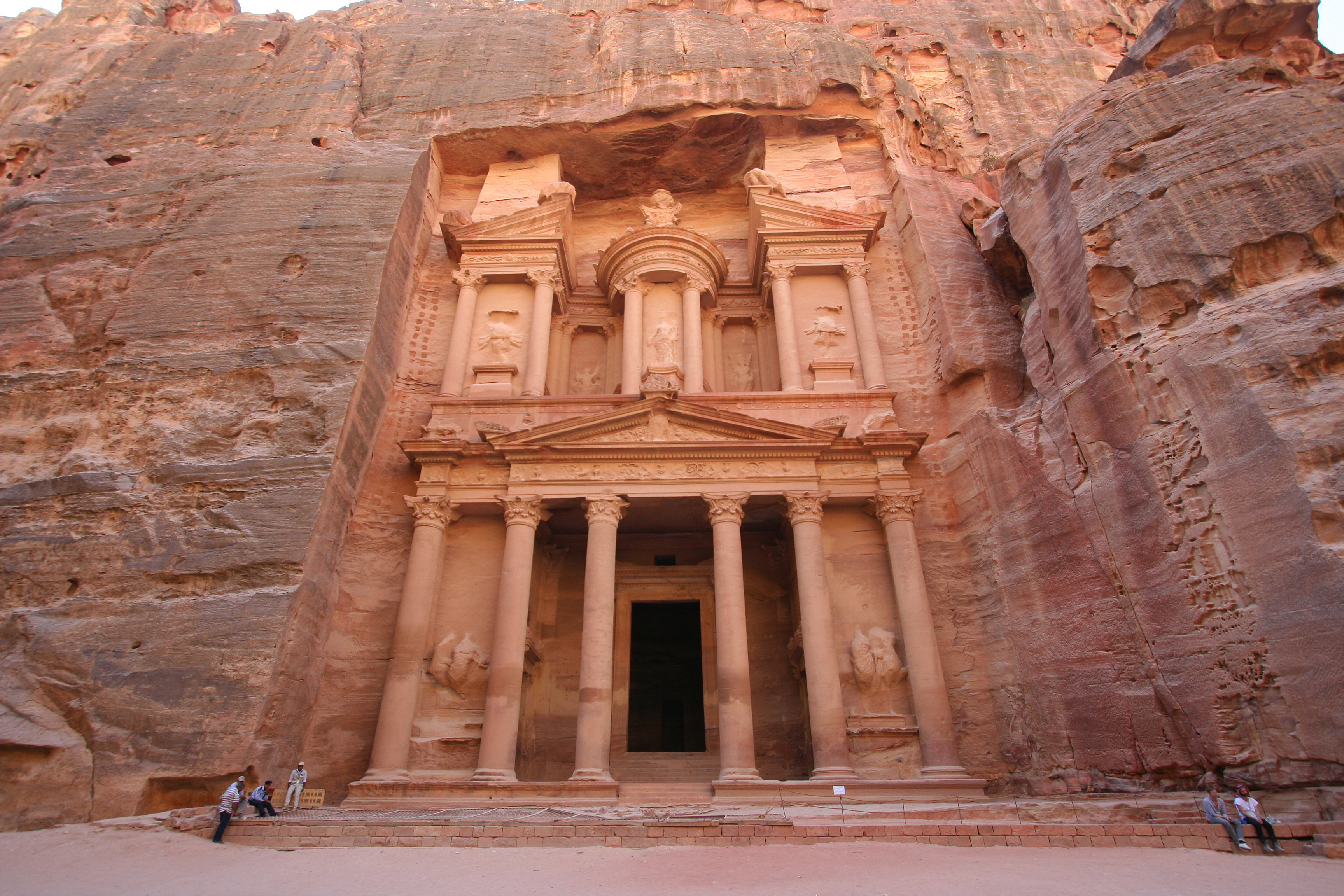
واجهة الخزنة

## انظر أيضا

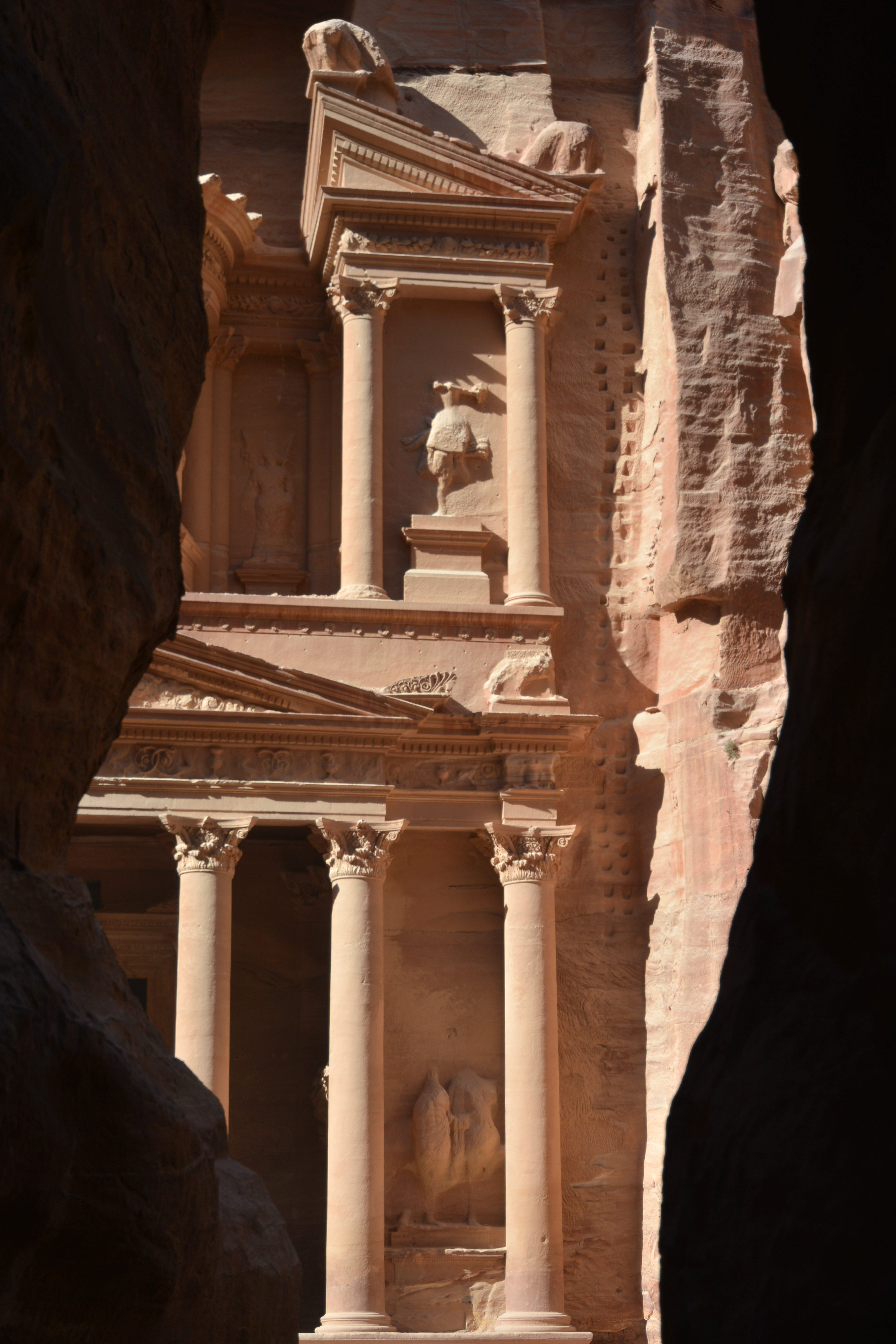
الخزنة من السيق.

## وصلات خارجية
- جولة افتراضية في الخزنة
- فيديو للخزنة، البتراء
- وثائقي عن البتراء والخزنة
- فيديو فائق الوضوح - HD للخزنة

 {{استشهاد بدورية محكمة}}: استشهاد فارغ! (مساعدة)